# Radinocera
Radinocera là một chi bướm đêm thuộc họ Noctuidae.

## Loài
- Radinocera maculosus Rothschild, 1896
- Radinocera vagata Walker, 1865